# 菲拉列特·杰尼先科

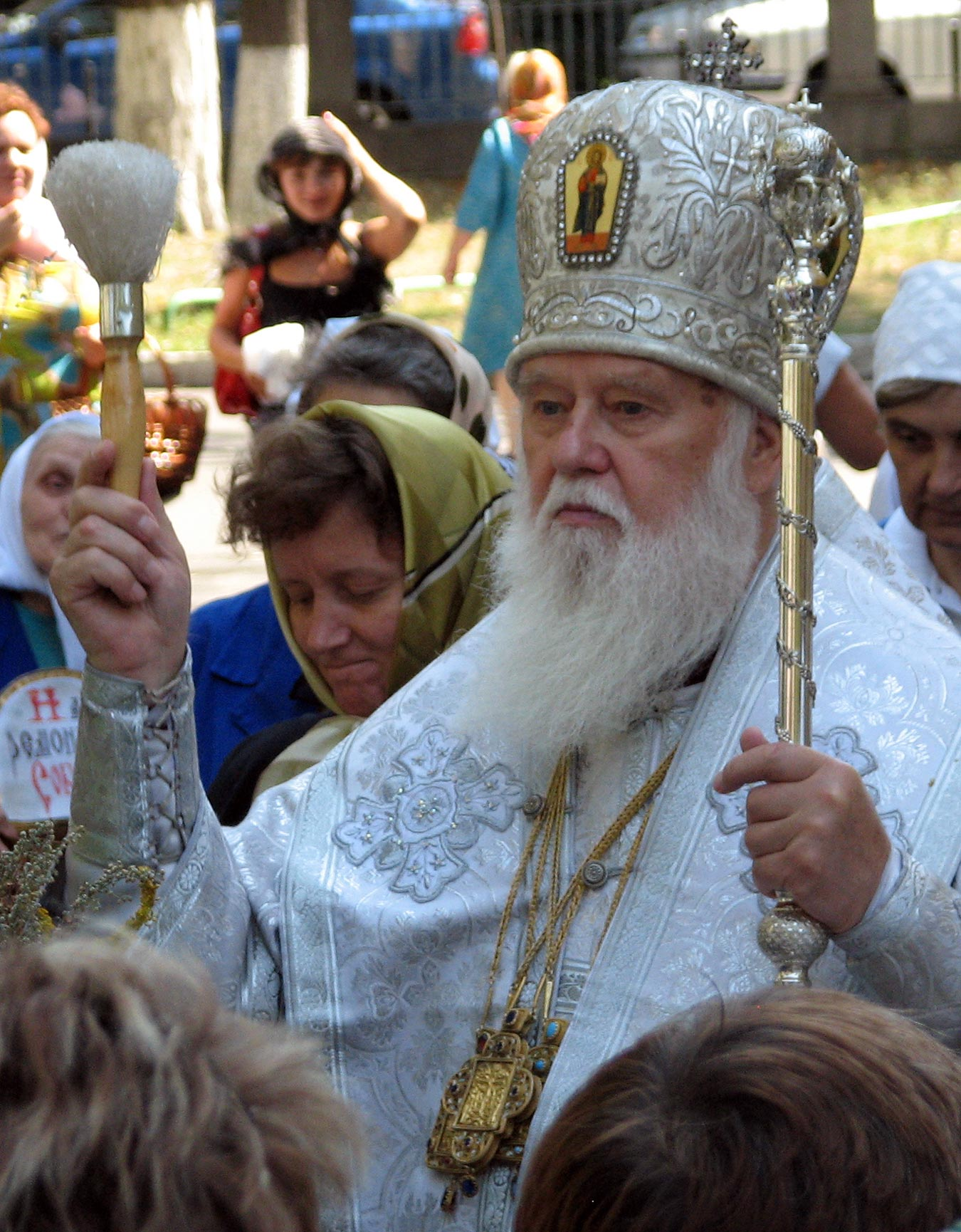
菲拉列特·杰尼先科于2008年

菲拉列特宗主教（烏克蘭語：Філарет，羅馬化：Filaret，1929年1月23日—），俗名米哈伊洛·安东诺维奇·杰尼先科（羅馬化：Mykhailo Antonovych Denysenko），自1995年至2018年12月是基辅宗主教圣统乌克兰正教会的领导人。
他也曾是俄罗斯正教会的一名主教。1997年，俄罗斯正教会对他下达了绝罚。2018年10月，该绝罚令由君士坦丁堡普世牧首巴尔多禄茂解除。此举引发俄罗斯正教会的反对，并导致俄罗斯正教会停止与君士坦丁堡普世牧首区的共融。

## 早年
米哈伊洛·安东诺维奇·杰尼先科生于東部顿涅茨克州村莊布拉霍達特內。两亲为工人。他在俄罗斯正教会的敖德薩神学院接受了神学教育。在莫斯科斯拉夫-希腊-拉丁语学院就学期间，他成为了当时莫斯科牧首阿列克谢一世的亲近。1950年他宣誓成为僧侣，改名菲拉列特。随后由修士辅祭晋为祭司。1952年，他自神学院毕业并留校任教，成为了学院督查的高级助手。1956年，杰尼先科被任命为萨拉托夫神学院的督查、下级修道院长（Игумен）。1957年，他被任命为基辅神学院督查。1958年7月，晋为掌院（Aρχιμανδρίτης）、神学院院长。

## 主教
1962年1月，菲拉列特成为了列宁格勒教省的代主教。2月，由莫斯科宗主教皮蒙祝圣为主教。1962年至1964年，他曾担任俄罗斯正教会維也納及奥地利主教。1964年，他回到莫斯科，担任德米特罗夫主教、莫斯科神学院院长。1966年，菲拉列特被任命为基輔及哈利奇大主教。这一职位当时在俄罗斯正教会内具有相当影响力。与此同时，他也进入至圣主教公会并成为其永久成员之一。1968年，菲拉列特成为基辅及加利西亚都主教。1990年10月27日，莫斯科牧首阿列克谢在一场于圣索菲亚主教座堂举行的圣礼上将菲拉列特立为“基辅及全罗斯-乌克兰都主教”。

## 分裂
1991年8月24日，乌克兰宣布自苏联独立后，乌克兰教会于当年11月1日至3日召开了主教会议（съборъ），期间决定乌克兰教会将开始自治。随后决议将菲拉列特奉为乌克兰教会的首脑。1992年3月至4月间，俄罗斯正教会在考虑了乌克兰教会的决议后要求菲拉列特辞去其职位。起初，菲拉列特答应了该要求，然而在回到基辅后，他宣布其承诺无效。4月14日，菲拉列特召开新闻发布会，声称至圣主教公会向他施加压力，并称其辞职对教会有不利影响。5月，俄罗斯正教会在哈爾科夫建立了主教公会，并选举弗拉基米尔主教为乌克兰首席主教，受俄罗斯正教会承认。1992年6月25日，菲拉列特的追随者与另一个自立教派烏克蘭自主正教會联合，并选举米斯提斯拉夫为乌克兰牧首。
1995年7月，在前任弗拉基米尔·罗曼尼奥克逝世后，菲拉列特成为乌克兰正教会基辅圣统的领导人、宗主教。
2017年12月，菲拉列特称，他正与莫斯科牧首区和普世牧首区谈判有关乌克兰教会自治的事项。他声称，如果莫斯科不给予其自治地位，他便会转而与君士坦丁堡商议。
2018年10月，君士坦丁堡普世牧首巴尔多禄茂移除了加于菲拉列特身上的绝罚令。这一行动随即招致俄罗斯正教会的反弹，俄罗斯正教会认为，菲拉列特的绝罚令在当时受包括君士坦丁堡在内所有自治正教会的承认，移除绝罚令是违反教规的。随后，俄罗斯教会宣布与君士坦丁堡教会断绝共融。

## COVID-19
菲拉列特於2020年3月表示疫情是「上帝對人類罪惡的懲罰」，尤其指同性婚姻。國際特赦組織烏克蘭分會及烏克蘭的同性戀團體指控其言論有可能加劇仇恨及歧視，要求菲拉列特道歉並收回言論，並在4月民事起訴菲拉列特，而教會則反駁菲拉列特有基於道德而發表意見的權利。
2020年9月，菲拉列特被确诊患有COVID-19并送院治疗。